# Ада Фішман-Маймон
Ада Фішман-Маймон (івр. עדה מימון פישמן, варіанти: Ада Маймон-Фішман, Ада Маймон, справжнє прізвище Фішман; 8 жовтня 1893, Маркулешти, Сороцький повіт, Бессарабська губернія — 10 жовтня 1973, Ізраїль) — ізраїльська політична діячка, провідниця та лідерка феміністського робітничого руху в Палестині.

## Життєпис
Народилася в бессарабській єврейській землеробській колонії Маркулешти (нині Флорештський район Молдови) 8 жовтня 1893 року. Її старший брат — Йєгуда-Лейб (згодом один з політичних діячів, що підписали Декларацію незалежності Ізраїлю) до 1905 року був у Маркулештах рабином (очолив рух релігійного сіонізму «Мізрахі» після його переведення до Палестини). Під впливом брата Фішман захопилася сіоністською ідеологією і в 1912 році оселилася в Палестині. Була прихильницею робітничого сіоністського руху, що поєднував сіонізм з соціалістичними поглядами, в тому числі з ідеєю емансипації жінок. Інший брат Ади Зхарія (1891, Маркулешти — 1926, Єрусалим) — публіцист, архівіст, бібліограф.

## Кар'єра
Ада Фішман брала активну участь у роботі кількох Всесвітніх сіоністських конгресів. Засновниця руху «Моецет һаПоалот» (Рада трудящих жінок), член виконкому всесвітньої організації ВІЦО, представниця робітничої партії «Мапай» у профспілковій федерації Палестини («Гістрадут»). У 1914 році заснувала школу для дівчаток у Цфаті, була членкинею центрального комітету руху «Апоель Ацаїр» в 1913—1920 роках. Також обиралась делегаткою конференції руху в Празі (1920). У 1930 році заснувала сельськогосподарську школу «Аянот» у Нахалале.
Після Другої світової війни очолювала імміграційний відділ Гістрадута. У 1946—1947 роках Ада Фішман відвідувала табір євреїв, що пережили Голокост в Німеччині та на Кіпрі. З самого створення держави Ізраїль брала участь у політичному житті країни, була депутаткою Кнесету першого і другого скликань (1949—1955 роки).
Ада Маймон-Фішман — авторка численних праць з організації та історії жіночого робітничого руху, в тому числі книг:
- «Тнуат һаПоалот беЕрец-Ізраєль» (Жіночий робітничий рух в Ерец-Ізраєль, 1929),
- «һаХалуца беЭрец-Ісраель» (Жінка-піонер в Ерец-Ісраель, 1930),
- «Хамишим шнот тнуат һаПоалот, 1904-54» (П'ятдесят років жіночого робітничого руху, 1904—1954, 1955),
- книги спогадів (1972).
- Біографія на івриті опублікована в 1959 році під назвою «Жінка і мати в Ізраїлі» (автор — Егудит Харарі).